# Mathilda epicharis
Mathilda epicharis is een slakkensoort uit de familie van de Mathildidae. De wetenschappelijke naam van de soort is voor het eerst geldig gepubliceerd in 1870 door de Folin.